# Platja del Morrongo
La platja del Morrongo és una platja d'arena del municipi de Benicarló, a la comarca del Baix Maestrat (País Valencià).
Aquesta platja limita al nord amb el dic sud del Port (que la protegeix dels vents del nord) i al sud amb la platja del Gurugú i té una longitud de 240 m, amb una amplària de 46 m. De tipus cala, és d'arena fina i la qualitat de les seues aigües, neteja i serveis, mereixen any rere any el guardó de Bandera Blava (des de 1995).
Se situa en un entorn urbà, disposant d'accés per carrer i carretera. Compta amb passeig marítim i pàrquing delimitat. Compta també amb accés per a minusvàlids. És una platja abalisada amb zona per a sortida d'embarcacions. Entorn de la platja del Morrongo es concentra una variada oferta turística que abasta des d'hotels i restaurants fins a bars o cafeteries.
La seua denominació prové de l'antiga fàbrica conservera del Morrongo, que va estar situada just davant de la platja fins als anys 70 del segle xx. El Morrongo fa referència a un tipus de pimentó llaurat a la zona, del qual es comercialitzaven conserves.